# Таубенпевель
Та́убенпевель, также мы́за Ва́на-Пя́эла (нем. Taubenpöwel, эст. Vana-Pääla mõis) — мыза в волости Харку уезда Харьюмаа в Эстонии. Согласно историческому административному делению мыза Вана-Пяэла относилась к приходу Кейла. Административно находится на территории деревни Суурупи.

## История мызы
Мыза была построена в конце XVI века как побочная мыза рыцарской мызы Фена (Вяэна) и оставалась ею до экспроприации в 1919 году.

## Главное здание
Уникальной мызу делает главное здание с архаической старо-балтийской планировкой, строительство которого предположительно относится к XVII веку.
В центре каменного здания с полускатной крышей расположена дымовая труба, вокруг которой — четыре отапливаемых комнаты, а на торцах дома — холодные камеры.
В настоящее время строение используется как жилой дом.
Главное здание внесено в Государственный регистр памятников культуры Эстонии.

## Мызный комплекс
К северу от главного здания было несколько подсобных построек, которые к настоящему времени разрушились или были уничтожены.